# Asura frigida
Asura frigida är en fjärilsart som beskrevs av Walker 1854. Asura frigida ingår i släktet Asura och familjen björnspinnare. Inga underarter finns listade i Catalogue of Life.